# Red Bull Crashed Ice
Red Bull Crashed Ice er et internationalt mesterskab i vinter ekstremsporten ice cross downhill. Det blev grundlagt i 2001 af den østrigske virksomhed Red Bull GmbH.
Konkurrencerne foregår oftest i et bymiljø, på en isbane med stejle sving, og flere lodrette fald. Der er fire personer på banen af gangen. Løberne er typisk ishockeyspillere. 
Fra 2001 til 2009 blev mesterskabet afgjort ved ét arrangement. Fra 2010 var der to afdelinger, og man kaldte vinderen for "verdensmester".  I 2015 bestod det af otte afdelinger, hvor alle blev afholdt i USA og Canada. Det var det højeste antal hidtil. 